# Lodge 49
Lodge 49 è una serie televisiva statunitense creata da Jim Gavin. Il titolo allude al romanzo L'incanto del lotto 49 di Thomas Pynchon, di cui Jim Gavin fa riferimento come fonte d'ispirazione. La serie è trasmessa dal 6 agosto 2018 su AMC.
In Italia, la serie viene pubblicata settimanalmente dal 7 agosto 2018 su Amazon Video.

## Trama
Ambientata a Long Beach, in California, la serie è incentrata su un giovane ex-surfista, che si unisce ad una loggia dopo la morte del padre.

## Episodi
| Stagione         | Episodi | Prima TV USA | Pubblicazione Italia |
| ---------------- | ------- | ------------ | -------------------- |
| Prima stagione   | 10      | 2018         | 2018                 |
| Seconda stagione | 10      | 2019         |                      |

## Accoglienza
Sul sito di aggregazione di recensioni Rotten Tomatoes, la serie ha ottenuto un punteggio di approvazione dell'86% con un punteggio medio di 7,33 su 10, basato su 21 recensioni. Il consenso critico del sito web recita: "Lodge 49 intraprende un viaggio surreale nel mondo dei sogni televisivi che può rivelarsi molto gratificante per gli spettatori che lo seguono." Metacritic, che utilizza una media ponderata, ha assegnato un punteggio di 69 su 100 basato su 16 critici, indicando "recensioni generalmente favorevoli".